# Lo Schiavo
Lo schiavo (título original en italiano; en español, El esclavo y en portugués, O escravo) es una ópera seria en cuatro actos con música de Antônio Carlos Gomes y libreto en italiano de Rodolfo Paravicini, basado en una obra teatral del vizconde de Taunay. Se estrenó en el Teatro Imperial Dom Pedro II, Río de Janeiro el 27 de septiembre de 1889.
La ópera trata el tema de la esclavitud, una gran preocupación en Brasil en aquella época (la institución sólo se había abolido por la Lei Áurea en 1888). Como explica Béhague, "Lo schiavo está considerado en Brasil como la mejor de las óperas de Gomes, pues refleja un tema nacional que requería, y obtuvo, un nuevo tratamiento."
En las estadísticas de Operabase aparece con sólo una representación en el período 2005-2010.